# MR-VP
Il Metil Red Voges Proskauer Medium (MR-VP) è un terreno differenziale sviluppato da Clark e Lubs utilizzato per differenziare gli enterobatteri.
Il MR-VP contiene 3 sostanze fondamentali per la crescita degli organismi batterici quali peptone, glucosio e K2HPO4.
I batteri MR positivi (come l’Escherichia coli) hanno la capacità di fermentare il glucosio con produzione di acido lattico, acido succinico, acido acetico e acido formico; Questi prodotti metabolici, hanno la particolarità di restare stabili durante l'incubazione e produrre così un alto tasso di ioni idrogeno.
I batteri MR negativi (come gli Enterobacter aerogenes) hanno la capacità di produrre acido lattico, acido acetico e acido formico; questi prodotti metabolici, hanno la particolarità di non restare stabili durante l'incubazione e produrre così un basso tasso di ioni Idrogeno, essi vengono trasformati in carbonati e anidride carbonica.
L'acido acetico, a pH 6,3 viene convertito in acetoina o in 2-3 butilenglicol.
A volte si ottiene un'inversione alcalina del terreno a causa delle proteine che effettuano un attacco catabolico con produzione di composti ammoniacali.
Si possono differenziare i 2 risultati, tramite l'aggiunte dell'indicatore rosso fenolo, che si colora a seconda dell'acidità delle sostanze prodotte (rosso o giallo).
Nella prova VP, si differenziano i microrganismi che fermentano il glucosio con produzione di sostanze acidi o con produzione di acetoina (metilacetilcarbonolo).
L'acetoina, presente nella colture, è ossidato a diacetile dall'ossigeno atmosferico, in un ambiente reso alcalino all'aggiunta del secondo reagente: KOH 0,2mL (idrossido di potassio).
Il diacetile, reagisce con il primo reagente aggiunto: l'a-naftolo 0,5mL e si produrrà una colorazione rossa per le reazioni positive e marrone per le reazioni negative. I reattivi devono essere severamente aggiunti nell'ordine seguente, prima a-naftolo solubilizzato in alcol etilico a freddo, poi la base solubilizzata in acqua fredda.

## Impiego
Per poter effettuare i 2 test, bisogna prima di tutto seminare (inoculo) un ceppo puro nell'MR-VP, tramite stemperamento.
Per il Test del rosso metile (MR), bisogna attendere 5 giorni di incubazione a 30 °C, per il Test di Voges Proskauer (VP), bisogna 24 ore a 35 °C.

## Esecuzione del Test Rosso Metile (MR)
A 5 mL di brodocultura in MR-VP Medium aggiungere 5 gocce di rosso metile. Per preparare la soluzione di Rosso Metile: in 300 mL di alcool etilico 95% sciogliere 0,1 g di rosso metile e portare a volume 500 mL con acqua distillata.

## Esecuzione del test Voges Proskauer (VP)
Il test, prevede la preparazione delle seguenti soluzioni:
1) creatina monoidrato (N-amidosarcosina): dissolvere 0.5 g in 100 mL in acqua distillata.
2) a-naftolo: sciogliere 6g di a-naftolo in 100 mL di alcool etilico 96% (V/V). Preparare la soluzione il giorno del test.
3) KOH: sciogliere 40g di KOH in 100 mL di acqua distillata.
A 3 mL di brodocultura aggiungere 2 gocce di creatina, 3 gocce di soluzione a-naftolo e 2 gocce di KOH.
La positiva del test dallo sviluppo di una colorazione rosa o rosso acceso, dopo aver atteso 15 minuti dall'aggiunta dei reattivi.

## Conservazione
Conservare a 10-30 °C al riparo dalla luce, in luogo asciutto.
In questo modo, il terreno è utilizzabile fino alla data di scadenza indicata sul barattolo, ma non utilizzare oltre quella data.
In caso che vi sia un evidente deterioramento della polvere (modifica del colore, indurimento della polvere, ecc...).(che cosa bisognerebbe fare?La frase non ha un senso compiuto.)
Le provette contenenti il terreno, possono essere conservate per un massimo di 7 giorni a 2-8 °C.

## Precauzione e sicurezza degli operatori
Il terreno (preparato) non è classificato come pericoloso né contiene sostanze pericolose con concentrazioni >1%.
Come per tutti i tipi di terreni in polvere, per la sua manipolazione è consigliabile utilizzare una protezione alle vie respiratorie (mascherine o filtri a carboni attivi).
Il preparato deve essere utilizzato solo in un laboratorio, in completa asepsi, per evitare le contaminazioni da parte di agenti patogeni esterni.